# Corinne Griffith

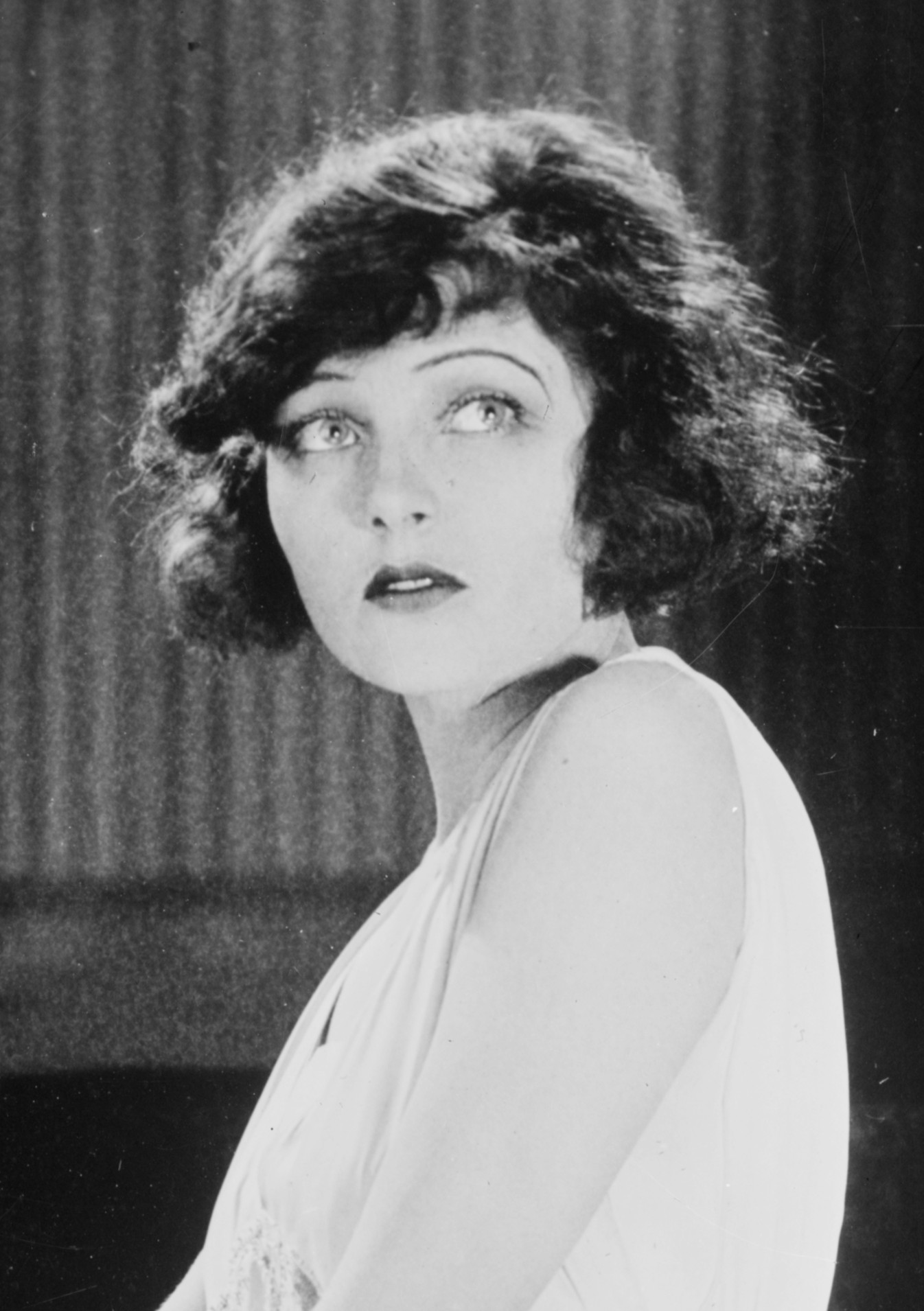
Corinne Griffith

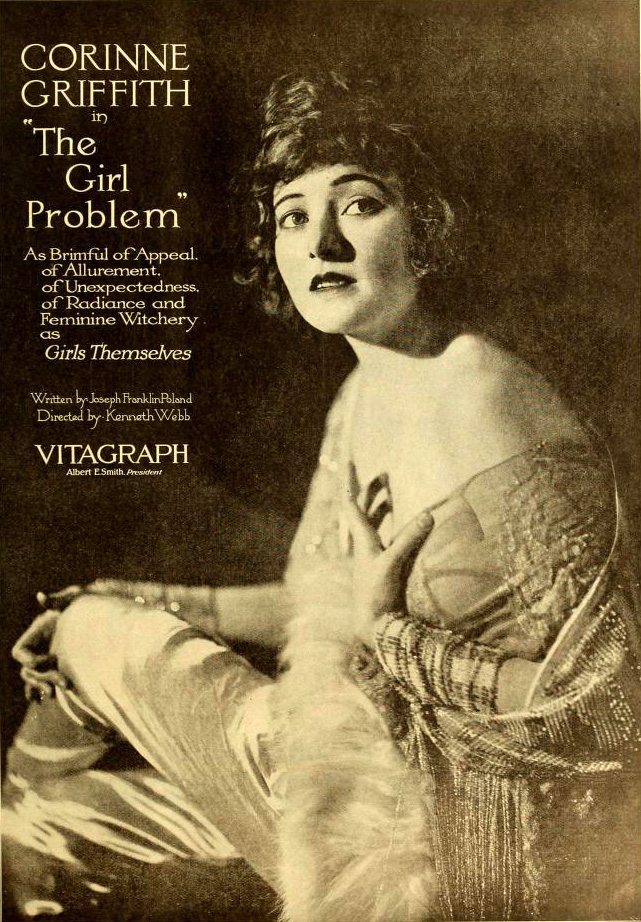
The Girl Problem (1919)

Corinne Griffith (* 24. November 1896 in Texarkana, Texas; † 13. Juli 1979 in New York City, New York) war eine US-amerikanische Schauspielerin. Sie war einer größten Stars der Stummfilmzeit und unter dem Titel The Orchid Lady bekannt. Auf der Oscarverleihung 1930 (April) erhielt Corinne Griffith eine Nominierung beste Hauptdarstellerin für ihre Leistung in Die ungekrönte Königin.

## Leben
Corinne Griffith wurde in einem Konvent in New Orleans erzogen. Sie unterschrieb 1916 einen Studiovertrag bei Vitagraph und drehte etliche Filme, die sie zu einem bekannten Filmstar machten. Sie wechselte 1923 zur First National, die sie seitdem als The Orchid Lady oder The Most Beautiful Girl in the World ankündigten. Ähnlich wie später Hedy Lamarr vertraute Corinne Griffith eher auf ihr Aussehen als auf ihr dramatisches Talent. Ihre Filme waren meist romantische Melodramen und Salonkomödien.
Die Schauspielerin lebte zurückgezogen und ohne großen Aufwand in einem angemieteten Anwesen. Im Gegensatz zu ihrem ätherischen Leinwandimage verhandelte Griffith jeden ihrer Verträge persönlich und überwachte auch die Anlage ihre hohen Gagen selbst. Bereits Mitte der Dekade galt sie als eine der wohlhabendsten Frauen im Filmgeschäft. Sie erhielt auf der Oscarverleihung 1930 (April) eine Nominierung als beste Hauptdarstellerin für ihre Leistung in Die ungekrönte Königin.
Griffith trat zwar in mehreren Tonfilmen auf, doch ihre Popularität schwand rasch dahin. First National zahlte der Schauspielerin Mitte 1930 eine Abfindung in Höhe von 250.000 US-Dollar, um ihren Vertrag mit dem Studio vorzeitig zu beenden. Griffith drehte noch einen Film in England und zog sich 1932 ins Privatleben zurück, wo sie sich auf die Schriftstellerei konzentrierte. Eines ihrer vielen Bücher, die sie veröffentlichte, war ihre Biographie Papa’s Delicate Condition. Das Buch wurde 1962 von George Marshall unter dem Titel Papa’s Delicate Condition verfilmt. Daneben schrieb sie den Text von Hail to the Redskins, der offiziellen Hymne der Washington Redskins, mit deren Eigentümer George Preston Marshall sie von 1936 bis 1958 verheiratet war. Sie schilderte die Erlebnisse rund um die Mannschaft in einem weiteren Bestseller, My Life with the Redskins.
Mitte der 1960er Jahre tauchte der Name von Griffith erneut in den Schlagzeilen auf, als sie die Kurzzeitehe mit dem 25 Jahre jüngeren Broadwayschauspieler Danny Scholl vor Gericht annullieren lassen wollte. Im Prozess sagte sie aus, sie sei in Wirklichkeit die mindestens 20 Jahre jüngere Schwester der längst verstorbenen Corinne Griffith. Etliche Kolleginnen aus der Stummfilmzeit, darunter Lois Wilson und Betty Blythe, konnten im Verlauf der Verhandlung jedoch nachweisen, dass es sich bei der Klägerin eindeutig um die echte Corinne Griffith handeln würde.
Corinne Griffith hinterließ bei ihrem Tod ein Vermögen von rund 150 Millionen Dollar. Ein Stern auf dem Hollywood Walk of Fame, Höhe 1560 Wine Street, erinnert an die Schauspielerin.

## Auszeichnungen
- Oscarverleihung 1930 (April): Nominierung beste Hauptdarstellerin für Die ungekrönte Königin.

## Filmografie
- 1916: La Paloma
- 1916: Bitter Sweet
- 1916: When Hubby Forgot
- 1916: Sin’s Penalty
- 1916: Miss Adventure
- 1916: The Cost of High Living
- 1916: The Rich Idler
- 1916: Ashes
- 1916: The Waters of Lethe
- 1916: The Yellow Girl
- 1916: A Fool and His Friends
- 1916: Through the Wall
- 1916: The Last Man
- 1917: The Stolen Treaty
- 1917: Transgression
- 1917: The Love Doctor
- 1917: I Will Repay
- 1917: Who Goes There?
- 1918: The Menace
- 1918: Love Watches
- 1918: The Clutch of Circumstance
- 1918: The Girl of Today
- 1918: Miss Ambition
- 1919: The Adventure Shop
- 1919: The Girl Problem
- 1919: The Unknown Quantity
- 1919: Thin Ice
- 1919: A Girl at Bay
- 1919: The Bramble Bush
- 1919: The Climbers
- 1920: The Tower of Jewels
- 1920: Human Collateral
- 1920: Deadline at Eleven
- 1920: The Garter Girl
- 1920: Babs
- 1920: The Whisper Market
- 1920: The Broadway Bubble
- 1921: It Isn’t Being Done This Season
- 1921: What’s Your Reputation Worth?
- 1921: The Single Track
- 1922: Received Payment
- 1922: Island Wives
- 1922: A Virgin’s Sacrifice
- 1922: Divorce Coupons
- 1923: The Common Law
- 1923: Sechs bange Tage (Six Days)
- 1923: Black Oxen
- 1924: Lilies of the Field
- 1924: Single Wives
- 1924: Love’s Wilderness
- 1925: Declassée
- 1925: The Marriage Whirl
- 1925: Ein Mädel von Klasse (Classified)
- 1925: Infatuation
- 1926: Mademoiselle Modiste
- 1926: Into Her Kingdom
- 1926: Taumel (Syncopating Sue)
- 1927: Die Frau im Hermelin (The Lady in Ermine)
- 1927: Diebstahl (Three Hours)
- 1928: Der Garten Eden (The Garden of Eden)
- 1928: Frau oder Geliebte (Outcast)
- 1929: Saturday’s Children
- 1929: Die ungekrönte Königin (The Divine Lady)
- 1929: Prisoners
- 1930: Lilies of the Field
- 1930: Back Pay
- 1932: Lily Christine
- 1962: Paradise Alley

## Als Produzentin beteiligt
- 1924: Single Wives
- 1924: Love’s Wilderness
- 1925: Declassée
- 1925: The Marriage Whirl
- 1925: Ein Mädel von Klasse (Classified)
- 1925: Infatuation
- 1926: Mademoiselle Modiste
- 1926: Into Her Kingdom
- 1926: Syncopating Sue
- 1927: The Lady in Ermine
- 1927: Three Hours